# Amillarus apicalis
Amillarus apicalis là một loài bọ cánh cứng trong họ Cerambycidae.